# Talitrus
Talitrus Latreille & Bosc, 1802 é um género de crustáceos anfípodes pertencentes à família Talitridae, que, entre outras espécies, inclui a Talitrus saltator, a pulga-do-mar do nordeste do Atlântico. O Género inclui as seguintes espécies:
- Talitrus curioi Javier & Coleman, 2010
- Talitrus gulliveri Miers, 1875
- Talitrus saltator (Montagu, 1808)
- Talitrus trukana K. H. Barnard, 1960